# 蕃学
蕃学，中国古代官办学校之名，西夏和宋朝都有开设。
西夏置蕃学，为学校之一种，用西夏文进行教学，专门教授西夏文化。夏景宗元昊即位后，于天授礼法延祚二年（1039年）所建。学生都是蕃、汉官僚子弟，以大臣野利仁荣主持其事，教材是用西夏文译写的《孝经》、《尔雅》、《四言杂字》等。夏景宗为改变世族世袭、幕府提拔官员，命令蕃学学成之后可以视其才能，酌授官职。蕃学最初仅设于西夏宫中，后来各州也设立蕃学。蕃学创立后，从蕃学仕进为官之人各州多达数百。
宋朝也有蕃学，是在西北及南方为少数族贵族子弟及外国商人子弟入学学习所设的专门学校。宋神宗时曾在熙州（今甘肃临洮）、河（今甘肃临夏东北）设立，招收蕃部首领和蕃官子弟。宋徽宗时，在陕西用蕃字的地区也设蕃学，选取通晓蕃语蕃文的人来教书，内容一般是儒家经典或者佛经。后来在广州、泉州等地为来华客商子弟而设外侨学校。